# Helsińska Wyższa Szkoła Handlu

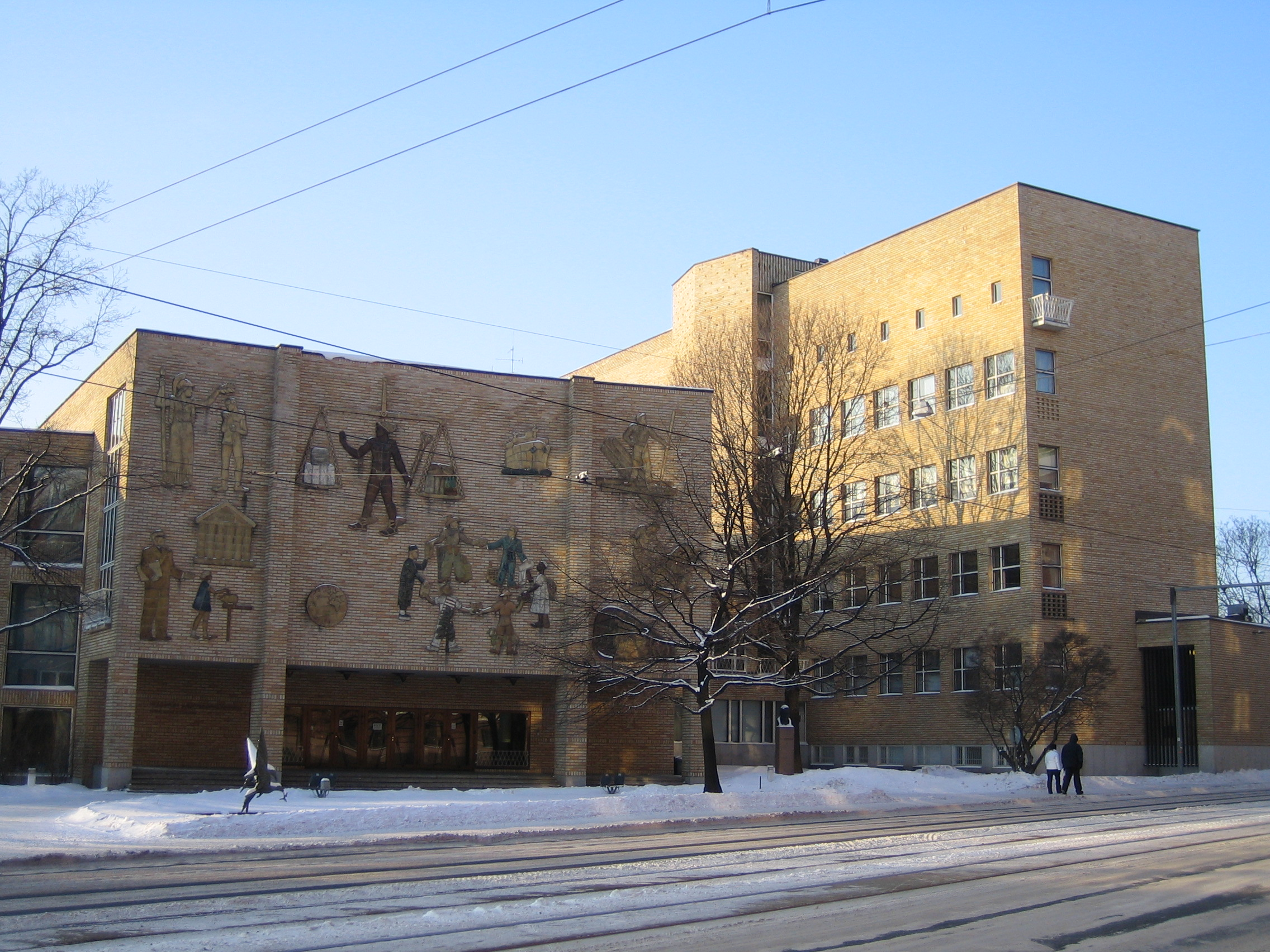
Jeden z kampusów uczelni

Helsińska Wyższa Szkoła Handlu (fiń. Helsingin kauppakorkeakoulu; szw. Helsingfors handelshögskola) – państwowa uczelnia w Helsinkach, na której studiuje 4 tysiące studentów i pracuje 500 pracowników.
Została założona w 1911 r. Obecnie posiada pięć kierunków.